# Timema knulli
Timema knulli är en insektsart som beskrevs av Jonas Rudolph Strohecker 1951. Timema knulli ingår i släktet Timema och familjen Timematidae. Inga underarter finns listade i Catalogue of Life.